# 1083년

## 연호
- 북송(北宋) 원풍(元豊) 6년
- 요(遼) 대강(大康) 9년
- 일본(日本) 에이호(永保) 3년
- 서하(西夏) 대안(大安) 9년
- 리 왕조(李朝) 아인부찌에우탕(英武昭勝) 8년

## 기년
- 고려(高麗) 문종(文宗) 37년 / 순종(順宗) 원년
- 북송(北宋) 신종(神宗) 16년
- 요(遼) 도종(道宗) 29년
- 서하(西夏) 혜종(惠宗) 17년
- 리 왕조(李朝) 인종(仁宗) 12년

## 사건
- 최충, 사학을 지음.
- 문종이 세상을 떠나고 장남 훈이 37세의 나이로 왕위에 오르자마자 심신이 쇠약해져 왕위에 오른지 3개월 만 세상을 떠남. 고려 12대 국왕 순종.
- 순종의 동생 운이 왕위에 오름. 고려 13대 국왕 선종.

## 탄생
- 12월 1일 - 비잔티움 제국의 공주이자 역사가, 안나 콤네나

## 사망
- 고려 11대 국왕 문종
- 고려 12대 국왕 순종